# Jörg Reiff-Stephan

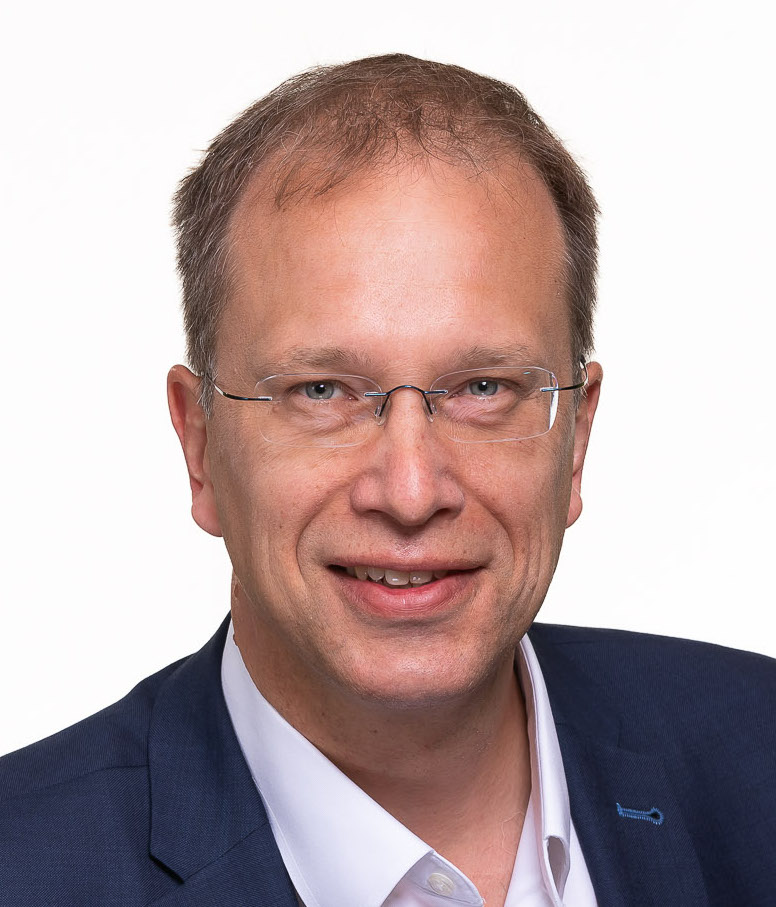

Jörg Reiff-Stephan (* 20. April 1971 in Belzig) ist ein deutscher Ingenieur, Unternehmer und Hochschulprofessor. Er hat eine Vollprofessur am Fachbereich Ingenieur- und Naturwissenschaften an der Technischen Hochschule Wildau und eine Honorarprofessur am Fachgebiet Produkt-Design der Kunsthochschule Berlin-Weißensee. Er lebt in Eggersdorf bei Berlin.

## Biografie
Jörg Reiff-Stephan studierte von 1990 bis 1996 Informationstechnik im Maschinenwesen an der Technischen Universität (TU) Berlin, von 1996 bis 2000 absolvierte er, ebenfalls an der TU Berlin, ein Promotionsstudium am Institut für Werkzeugmaschinen und Fabrikbetrieb in der Fachrichtung: Maschinenbau/Produktionstechnik, das er mit einem „summa cum laude“ abschloss. Seine Dissertation schrieb er zum Thema „Beitrag zum Greifen von Textilien“.
Seit 1997 ist Jörg Reiff-Stephan Inhaber des Büros RS Point „Design & Technik“, seit 2003 Berater Materialeffizienz/Produktdesign/Marketing/Controlling. Seit 2010 arbeitet er als Lehrbeauftragter für Innovationsmanagement an der Steinbeis-Hochschule Berlin, seit 2001 ist er Dozent im Fach „Technisches Produktdesign“ an der weißensee Kunsthochschule berlin, 2008 wurde er zum Honorarprofessor bestellt. 2011 wurde er zum Professor für Automatisierungstechnik an die TH Wildau berufen. An der TH Wildau leitet er die Forschungsgruppe iC3@Smart Production, ist Gründungsmitglied des An-Instituts für Material, Entwicklung und Produktion (iMEP) sowie Direktor des Institutes für „Cyberphysischer Produktionssysteme“ – iCPPS.
Zudem ist er seit 2016 Vorstandsvorsitzender des Vereins für „Angewandte Automatisierungstechnik in Lehre und Entwicklung“ (VFAALE e.V.) und war von 2016 bis 2020 Mitglied des DFG-Fachkollegiums Systemtechnik sowie bis 2024 Mitglied im WGI-Ausschuss der DFG.

## Auszeichnungen
- 2024 Forschungspreisträger TH Wildau
- 2017 Lehrpreisträger TH Wildau
- 2010 Auszeichnung zum beBerlin-Botschafter der Stadt Berlin mit Medaille
- 2004 Preisträger „Mittelstandsförderung 2004 – Arbeiten wie die Besten“
- 2003 Literati Club Awards for Excellence „Highly Commended Award“
- 2002 Preisträger der „Stiftung Industrieforschung“ 2002
- 1998 Preisträger des McKinsey-Gründungswettbewerbs „StartUP’97“
- 1997 Preisträger des „Deutschen Gründerfonds“

## Publikationen/Buchbeiträge/Herausgeberschaften
- Reiff-Stephan, J.; Jäkel, J.; Stöcker, C. (Hrsg.): Tagungsband AALE2024 – Fit für die Zukunft: Praktische Lösungen für die industrielle Automation. 20. Fachkonferenz für Angewandte Automatisierungstechnik in Lehre und Entwicklung, Bielefeld, 6.-8.3.2024. open access Qucosa, Leipzig, 2024, doi.org/10.33968/2024.29
- Van de Sand, R., Reiff-Stephan, J. (2024). FrostByte Dataset. OPUS4.KOBV.DE TH Wildau, doi.org/10.15771/1894
- Van de Sand, R.; Schulz, S.; Reiff-Stephan, J.; Stolpmann, A.: Didaktischer Ansatz zur Entwicklung künstlicher neuronaler Netze. In: atp magazin, Vulkan-Verlag Essen 2019, S. 82-87 (ISSN: 2364-3137)
- Reiff-Stephan, J.; Van de Sand, R.; Schulz, S.; Ritzmann, K.:  Vernetzung physischer und virtueller Entitäten im CPPS. In: atp magazin, Vulkan-Verlag Essen 2018, S. 36-43 (ISSN: 2190-4111)
- T. Knothe, J. Reiff-Stephan: Industrie 4.0 im Produktionsumfeld – Begriffe und Themenfelder der Industrie 4.0. In: N. Weinert, M. Planck, A. Ullrich (Hrsg.): Metamorphose zur intelligenten und vernetzten Fabrik. Springer Vieweg, Berlin 2017, ISBN 978-3-662-54316-0, S. 5–23.
- J. Reiff-Stephan: Implementierungsansätze für verteilte Energiemanagementsysteme in der Produktion. Tagungsband zum VDE Kongress 2016 „Internet der Dinge“, 7.–8. November 2016. VDE Verlag, Mannheim / Berlin / Offenbach 2016, ISBN 978-3-8007-4308-7.
- J. Reiff-Stephan: Solarkraft in der Produktentwicklung – Anwendungen für Westafrika. In: M. Linke, G. Kranke, C. Wölfel, J. Krzywinski (Hrsg.): Entwerfen-Entwickeln-Erleben: Technisches Design in Forschung, Lehre und Praxis. TUDPress, Dresden 2014, S. 327–340.
- J. Reiff-Stephan, M. Richter, R. von Lipinski: Intelligent sensor systems for self-optimising production chains. In: Proceedings of FutureRFID Conference. Eszterhazy Karoly UAS Eger, Hungary, November 5–7, 2014. 2014, S. 115–125. doi:10.17048/FutureRFID.1.2014.115
- J. Reiff-Stephan: Der Design-Prozess in der technischen Produktentwicklung: Last oder Chance? In: ZWF. 104, 11, 2009, S. 938–943.
- J. Stephan, G. Seliger, F. Szimmat, J. Niemeier: Automated Handling of Non-Rigid Parts. In: CIRP Annals 2003 Manufacturing Technology, Montreal, Kanada, 24.–30.08.2003. 2003, S. 21–24.[2]
- J. Stephan, G. Seliger, C. Thiedig: Unternehmensgründungen aus Wissenschaftseinrichtungen. In: Walter Momper u. a. (Hrsg.): Berlins Zweite Zukunft.: Aufbruch in das 21. Jahrhundert. Ed. Sigma, Berlin 1999, ISBN 3-89404-466-7, S. 415–429.